# Jean-Marie Goasmat
Jean-Marie Goasmat était un coureur cycliste professionnel français né à Camors (Morbihan) le 28 mars 1913 et mort le 21 janvier 2006. Habitant la commune de Pluvigner (Morbihan), il était surnommé le Farfadet de Pluvigner ou Adémaï. Il fut le sportif le plus populaire en Bretagne. Chaque année, un Grand Prix Jean-Marie Goasmat est couru mi-août à Malachappe-Pluvigner.

## Biographie
Sa longue carrière a été jalonnée de nombreuses victoires de 1933 à 1951. Il a notamment remporté une étape célèbre du Tour de France 1936 qui s'achevait à Briançon. Ses performances sur le Tour de France 1938 suscitent beaucoup d'intérêts en Bretagne. Toutefois, alors qu'il doit assurer le rôle de leader en 1939, l'Armée ne lui accorde pas de permission (il effectue en effet son service militaire) pour disputer la Grande Boucle. 

## Palmarès
- 1933
  - Course de Jardons
- 1934
  - Circuit de l'Aulne
  - 2e du Circuit de Quimper
- 1935
  - Grand Prix de la Pentecôte, Saint-Nazaire
- 1936
  - 8e étape Tour de France
- 1937
  - Grand Prix de Plouay
  - Vire-Cherbourg-Vire
  - Grand Prix d'Auray
  - Grand Prix de Redon
  - Tour de l'Ouest
  - 3e du Grand Prix de Saint Junien
  - 3e du Circuit de la Vendée
- 1938
  - Paris-Camembert
  - 2e étape du Circuit du Morbihan
  - 2e de Paris-Belfort
  - 2e de la Polymultipliée
  - 3e du Grand Prix de Plouay
- 1939
  - Champion de France des militaires
  - 2e étape de Rouen-Caen-Rouen
  - 2e de Rouen-Caen-Rouen
- 1941
  - Critérium de France (zone occupée)
  - Grand Prix d'Auray
  - Critérium de Bretagne
  - Polymultipliée
- 1942
  - Grand Prix des Nations (zone libre)
  - Critérium de France (zone occupée)
  - Polymultipliée
- 1943
  - Circuit des villes d'eaux d'Auvergne
  - Critérium du Centre
  - 2e de la Polymultipliée
- 1945
  - Grand Prix de Lyon
- 1946
  - 2e du Circuit des Landes
  - 2e du Grand Prix de Carnac
  - 2e de Manche-Océan
- 1949
  - 2e de Paris-Limoges
  - 2e du Circuit de l'Aulne
- 1950
  - 3eb étape Tour de Luxembourg
- 1951
  - Paris-Bourges
  - 3e étape Critérium du Dauphiné libéré

## Résultats sur les grands tours

### Tour de France
8 participations
- 1936 : 28e, vainqueur d'une étape
- 1937 : 18e
- 1938 : 11e
- 1947 : 9e
- 1948 : abandon
- 1949 : 22e
- 1950 : 35e
- 1951 : 21e

### Tour d'Italie
- 1938 : 18e